# Loxaspilates densihastigera
Loxaspilates densihastigera es una polilla de la familia Geometridae. Se encuentra en Taiwán.